# ثينيي (أورينسي)
بلدية ثينيي (بالإسبانية: Cenlle) هي بلدية تقع في مقاطعة أورينسي التابعة لمنطقة غاليسيا شمال غرب إسبانيا.

## الديموغرافيا
بلغ عدد سكان بلدية ثينيي 1.357 نسمة عام 2011 (وفقاً للمعهد الوطني للإحصاء الإسباني).
| 1.833 | 1.713 | 1.642 | 1.560 | 1.513 | 1.431 | 1.357 |

## أعلام
- رودريغو كورتيس